# Четверта гімназія (Загреб)
Четверта гімназія Загреба (хорв. IV. gimnazija, Četvrta gimnazija) — державний середній освітній заклад в Загребі (Хорватія), що спеціалізується на мовах. Гімназія відкрила свої двері 8 листопада 1934 року. Сьогодні в ній навчається близько 555 учнів у 21 класі. Гімназія розташована на вулиці Жарка Долінара, 9.
Окрім звичайної шкільної програми, гімназія також пропонує двомовні програми англійською, німецькою та французькою мовами. Як третя іноземна мова пропонуються: італійська, французька, німецька, іспанська або російська.
IV гімназія входить до 10 найкращих середніх шкіл країни за результатами хорватських національних іспитів. Директор — Соня Камчев-Бачані.
IV гімназія є асоційованою школою ЮНЕСКО. Вона постійно співпрацює, зокрема у галузі обміну учнями, із школою «Miroslav Krleža» в угорському місті Печ, Центральною католицькою школою у Клірвотері (Флорида) та школою «Janson de Sailly» у Парижі.
Для того, щоб потрапити до гімназії, необхідно набрати 76 балів із 80. Бали розраховуються за результатами навчання у початкових класах, а також змагань та додаткових критеріїв.

## Історія

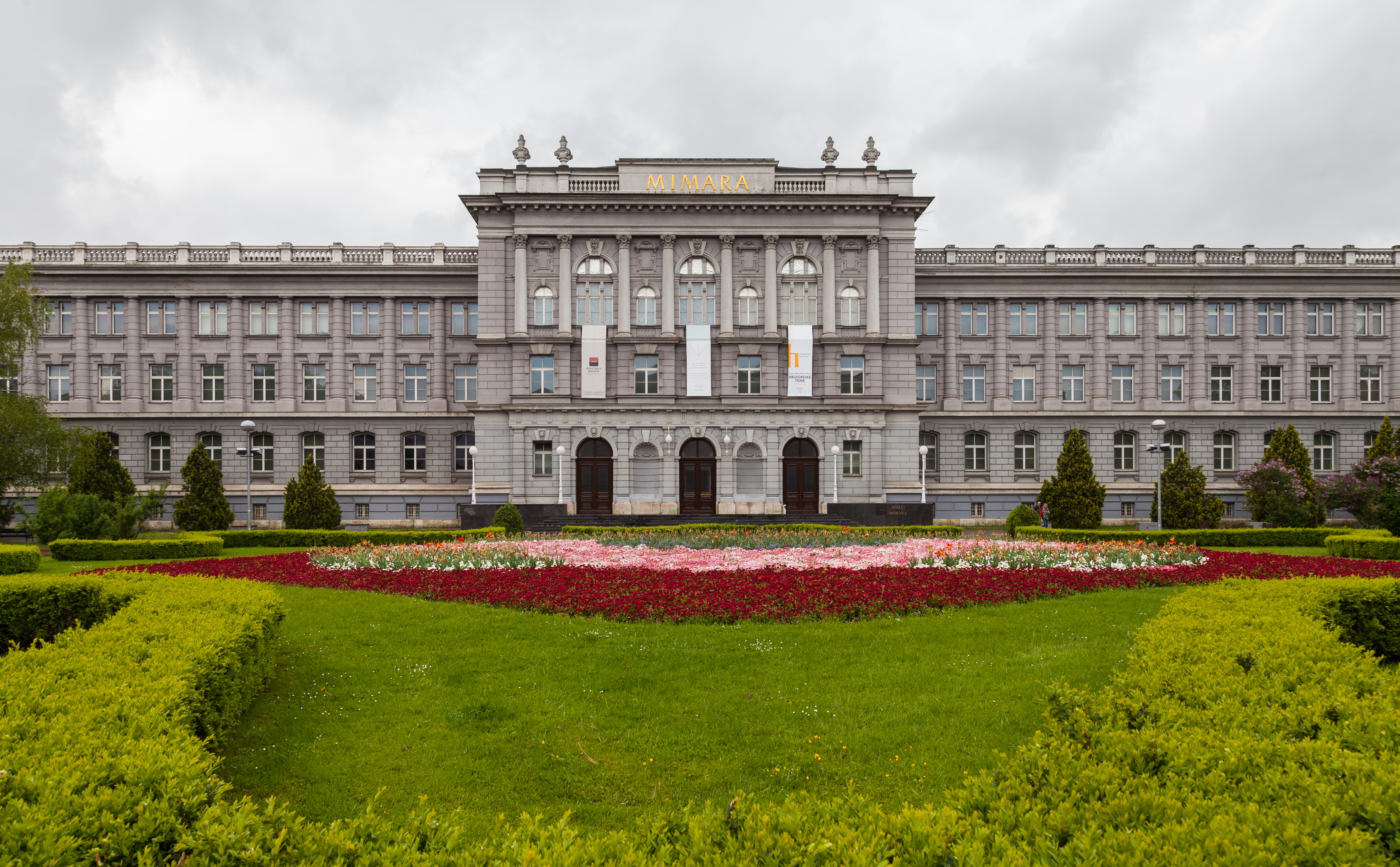
Колишня будівля IV гімназії (сьогодні Музей Мімара)

IV гімназія в Загребі була заснована 8 жовтня 1934 року. Протягом першого місяця роботи вона була частиною I гімназії, але здобула незалежність наступного місяця 8 листопада. Отримала назву Державна гімназія для хлопчиків у Загребі. IV гімназія ділила свою будівлю з ІІ Класичною гімназією на вулиці Ізидора Кршнявського, у нинішній початковій школі. Першим директором був Дане Медакович (Dane Medaković).
Згідно з доповіддю за 1940 рік, у школі працювали 8 кандидатів наук. У 1943 році школа знову переїхала до будівлі університету. Із закінченням Другої світової війни IV гімназія переїхала до будівлі Реальної гімназії (південне крило), навпроти готелю Continental. У 1947 році гімназія переїхала на площу Рузвельта, де вона залишалася до 1977 року.
Коли в 1986 році будівлю школи перетворили на Музей Мімара, гімназія переїхала до кількох різних приміщень міста, дирекція розташовувалася на вулиці Варшавській. З 1953/1954 навчального року гімназія стала спільною для хлопчиків і дівчат після 20-річної роботи в статусі чоловічої. 2015 року три чверті учнів складали дівчата.
Після втрати старої будівлі на площі Рузвельта керівництво міста Загреба пообіцяло побудувати нову будівлю для потреб гімназій I та IV. Ця обіцянка була виконана з завершенням будівництва сучасної будівлі в районі Новий Загреб-Захід.  У 2014 році гімназія знову переїхала, вперше отримавши власну будівлю. З тих пір школа перебуває в мікрорайоні Кайзериця.